# Bergspredikan

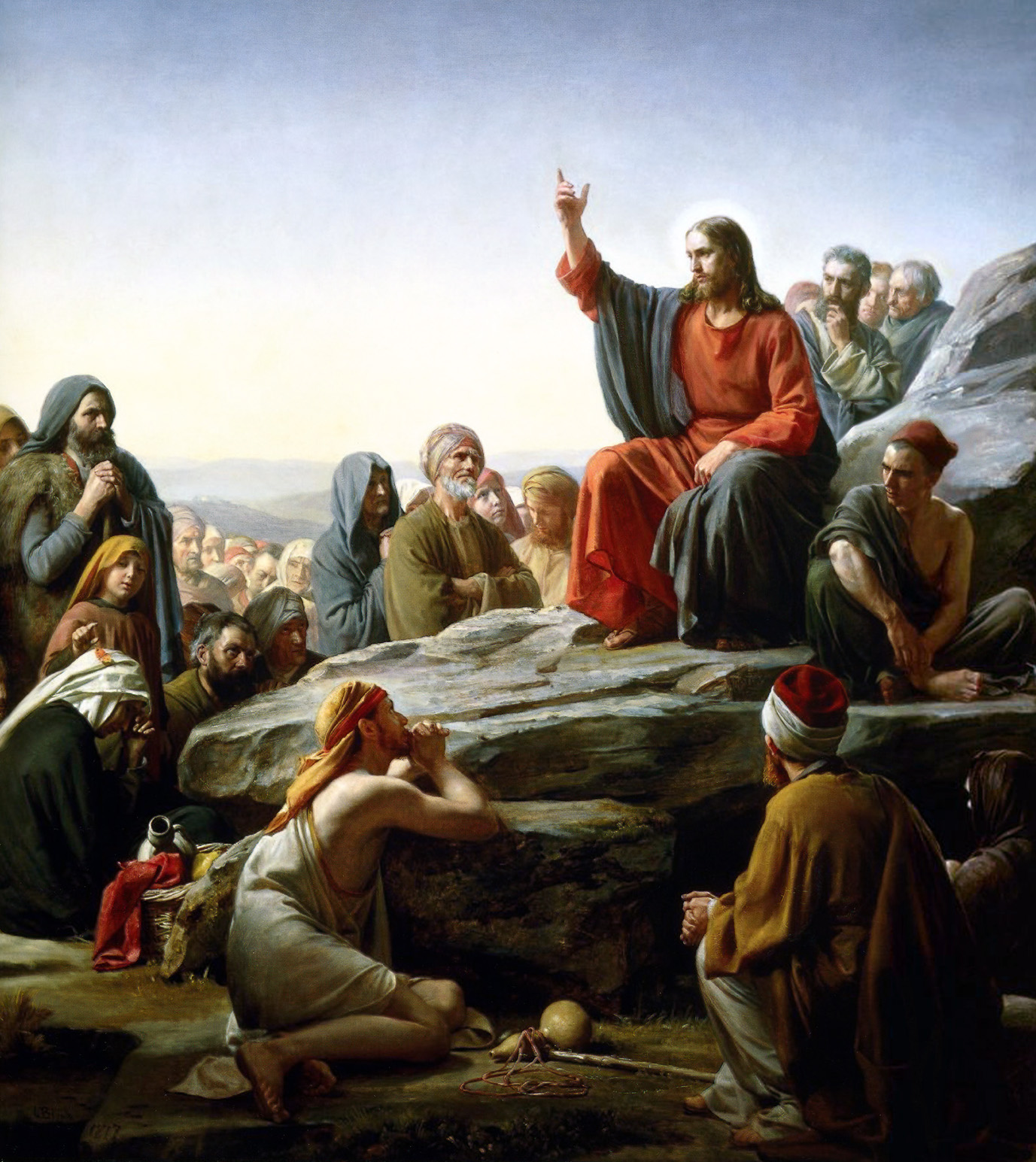
Bergspredikan, målning av Carl Bloch.

Bergspredikan är ett tal som Jesus enligt Matteusevangeliet höll på ett berg i Galileen (Matt 5-7). Det är hans längsta sammanhållna tal där Matteus har koncentrerat Jesus etiska undervisning. Lukasevangeliet sammanfattar i stället detta material i Slättpredikan (Luk 6:17-49). 
Bergspredikan inleds med att enkla och ödmjuka människor prisas saliga - Saligprisningarna (Matt 5:1-12), Jesu lärjungar sägs vara jordens salt och världens ljus (Matt 5:13-16), Jesus betonar att Lagen/Torah/Moseböckerna inte skall gå under eller upphävas, utan fullbordas (Matt 5:17-20). Sedan följer ett stycke där Jesus skärper buden: avseende mord (Matt 5:21-26), äktenskapsbrott (Matt 5:27-32), eder (Matt 5:33-37), vedergällning (Matt 5:38-41), och kärlek (Matt 5:43-48). Det är bland annat här han lär ut att vända andra kinden till (Matt 5:39). I kapitel 6 undervisar han bland annat om bön och lär ut bönen Fader Vår. I sjunde kapitlet återfinns bland annat gyllene regeln - en princip för användning av empati vid etiska ställningstaganden: ”Allt vad ni vill att människorna skall göra er, det skall ni också göra dem” (Matt 7:12).